# Traktat w Dawidyszkach

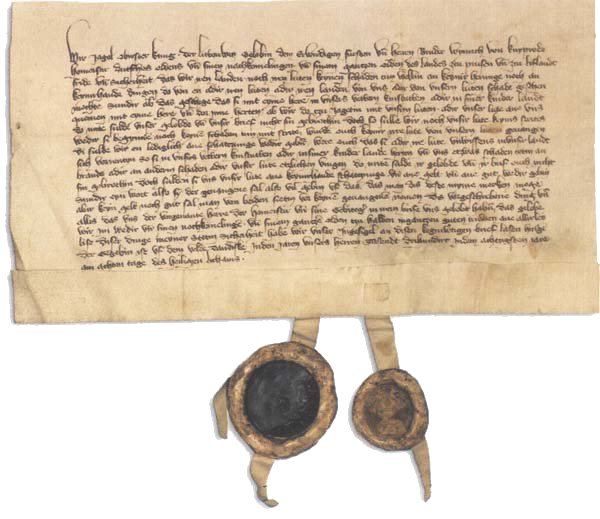
Traktat w Dawidyszkach

Traktat w Dawidyszkach (traktat w lasach dawidyskich) (lit. Dovydiškių sutartis) – tajny traktat podpisany 31 maja 1380 roku pomiędzy Jagiełłą, wielkim księciem litewskim i późniejszym królem Polski a Winrychem von Kniprode, wielkim mistrzem zakonu krzyżackiego. Traktat był skierowany przeciwko stryjowi Jagiełły, Kiejstutowi i w efekcie doprowadził do wybuchu pierwszej litewskiej wojny domowej w latach 1381-1384.
Traktat został podpisany wkrótce po śmierci wielkiego księcia litewskiego Olgierda w 1377 roku. Olgierd wskazał Jagiełłę jako swego następcę, a nie Kiejstuta, swego brata i współrządcę. Kiejstut i Witold uznali tytuł Jagiełły i utrzymywali z nim przyjacielskie stosunki. Dlatego tajny traktat wywołał alarm i był niespodziewanym wydarzeniem. By ukryć fakt zawarcia traktatu, Krzyżacy zorganizowali pięciodniowe polowanie. Witold również brał udział w polowaniu, co później skomplikowało wyjaśnienie traktatu.
Warunki traktatu były zawiłe i nie do końca jednoznaczne. Na podstawie warunków porozumienia Jagiełło zgadzał się nie interweniować podczas ataków zakonu przeciwko Kiejstutowi lub jego dzieciom. Jednakże jeśli pomoc Kiejstutowi byłaby konieczna by uniknąć podejrzeń, nie byłoby to pogwałceniem warunków traktatu. Pierwotnym, zasadniczym powodem traktatu było zagwarantowanie neutralności Krzyżaków podczas walki o władzę pomiędzy Jagiełłą a jego przyrodnimi braćmi: Andrzejem Olgierdowicem, księciem Połocka i Pskowa, synem Olgierda z pierwszego małżeństwa z Anną, Dymitrem Starszym Olgierdowicem i Dymitrem Dońskim, Wielkim Księciem Moskiewskim.
Na początku 1381 roku Krzyżacy poinformowali Kiejstuta o tajnym pakcie z Jagiełłą. Kiejstut wahał się i spytał o radę swego syna Witolda. Witold odparł, że żaden taki traktat nie został zawarty. W końcu 1381 Kiejstut zdecydował się walczyć z Jagiełłą. Zdobył Wilno i ogłosił się wielkim księciem. Wybuchła wojna domowa, która zakończyła się śmiercią Kiejstuta w Krewie i pogodzeniem się Witolda z Jagiełłą w 1384 roku.
Miejsce podpisania traktatu nie jest znane. Nazwa Dawidyszki wystąpiła w kronice Wiganda z Marburga jako Dowidisken. Sam traktat wspomina o Daudiske. Takiej miejscowości nie ma jednak ani na Litwie, ani w Prusach. Przyjmuje się, że podpisany został gdzieś pomiędzy Kownem a Insterburgiem (obecnie Czerniachowsk) lub we wsi o nazwie Šiaudiniškė (Szaudiniszki).